# Lịch sử Bali

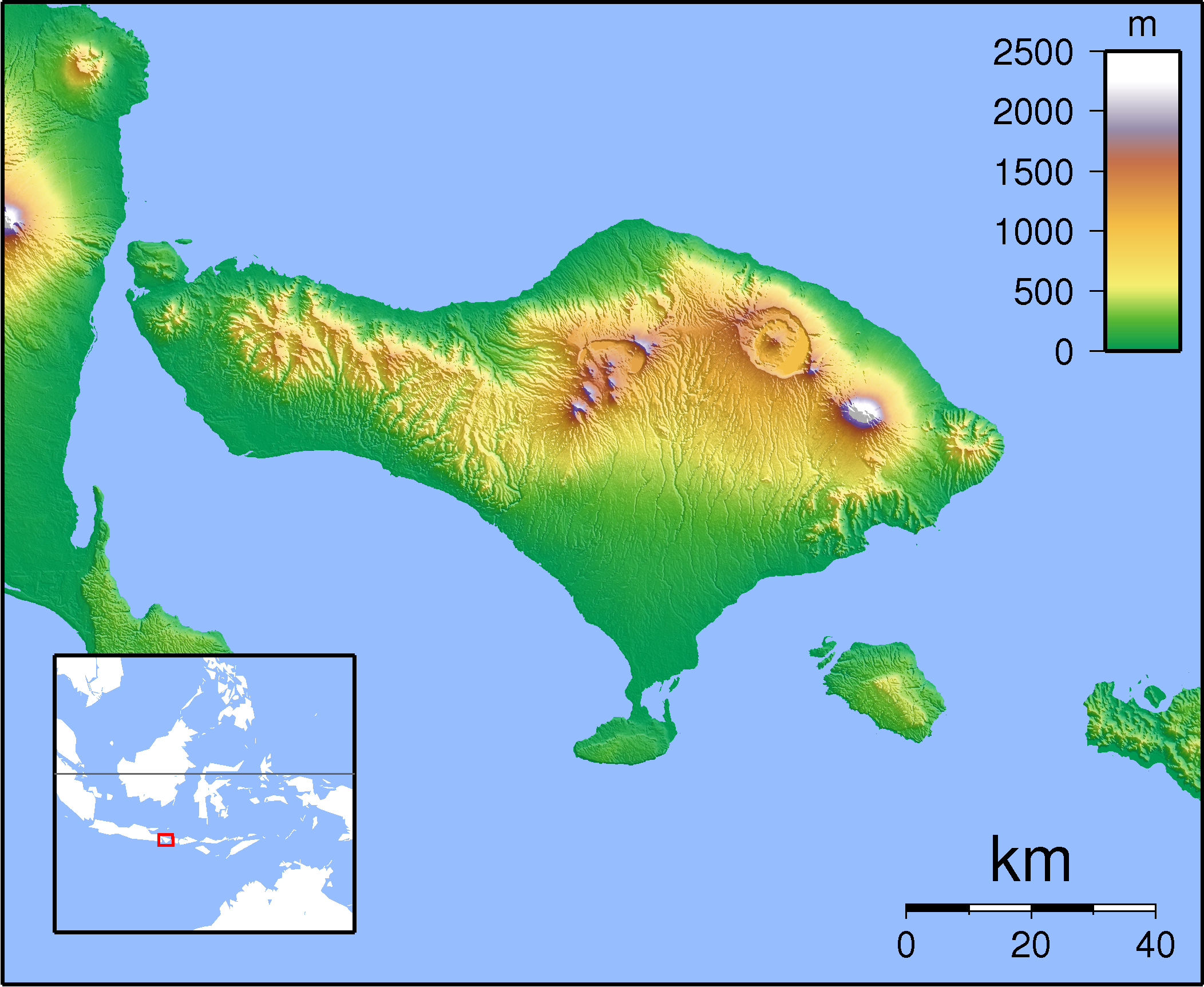
Bali, và vị trí trên các đảo Indonesia

Lịch sử Bali bao gồm giai đoạn từ thời đại đồ đá cũ cho đến hiện tại, được đặc trưng bởi những người di trú và các nền văn hóa đến từ nhiều khu vực của Châu Á. Trong thế kỷ thứ 16, lịch sử Bali bắt đầu mang dấu ấn của sự ảnh hưởng phương Tây do sự xuất hiện của người Châu Âu, sau một thời kỳ thuộc địa kéo dài và gian khổ dưới sự cai trị của Hà Lan, trở thành một điển hình cho việc bảo tồn văn hóa truyền thống và là một điểm đến du lịch nổi tiếng.

## Thành hệ địa chất

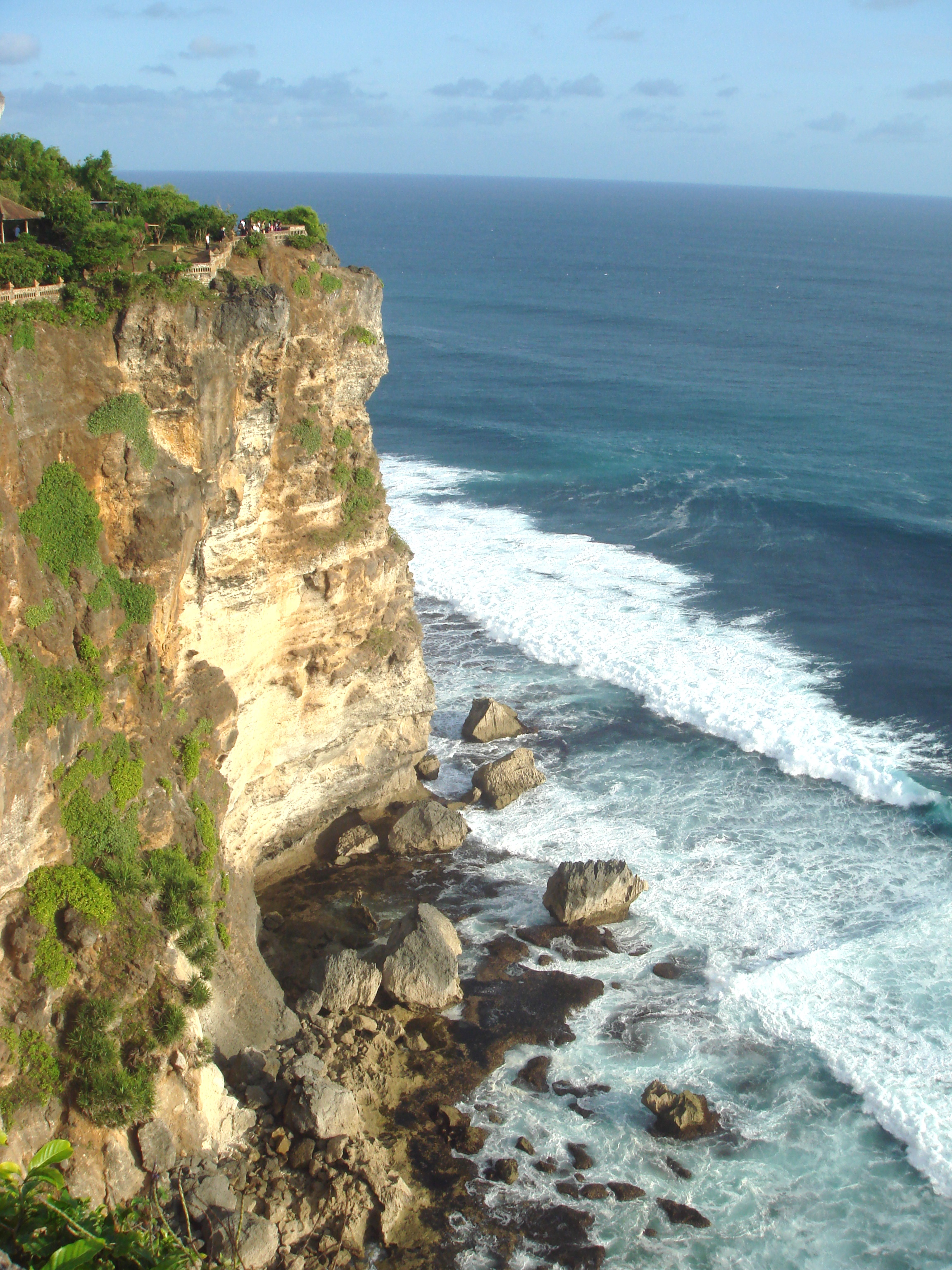
Những phiến đá vôi từ thời Phân đại Đệ Tam ở Uluwatu được đẩy lên từ đáy biển do hút chìm.

Đảo Bali, cũng giống như hầu hết các đảo trong quần đảo Indonesia, là kết quả của sự hút chìm kiến tạo của mảng Ấn-Úc dưới mảng Á-Âu. Tầng đáy đại dương, cấu tạo bởi các trầm tích biển cổ đại bao gồm sự tích tụ của các rạn san hô, đã được đẩy lên khỏi mực nước biển bởi tác động của sự hút chìm. Các lớp đá vôi từ thời Phân đại Đệ Tam trồi lên từ đáy biển vẫn còn được nhìn thấy ở những vùng như bán đảo Bukit với những vách đá vôi khổng lồ ở Uluwatu, hoặc ở phía tây bắc của hòn đảo tại Prapat Agung.
Sự biến dạng cục bộ của mảng Á-Âu do sự hút chìm gây ra đã tạo ra nứt gãy ở vỏ trái đất, dẫn đến sự xuất hiện hiện tượng phun trào núi lửa. Một chuỗi núi lửa kéo dài ở phía bắc hòn đảo, theo trục Đông-Tây thì phần phía tây là cổ nhất, phần phía đông là mới nhất. Núi lửa cao nhất là ngọn núi lửa dạng tầng Agung vẫn đang hoạt động ở độ cao 3.142 m (10.308 ft).
Hoạt động núi lửa đã xảy ra mãnh liệt qua các thời kỳ, và phần lớn bề mặt của hòn đảo (bên ngoài bán đảo Pukit và Prapat Agung) được bao phủ bởi mắc ma núi lửa. Những trầm tích núi lửa cổ đại vẫn còn (hơn 1 triệu năm), trong khi đó phần lớn vùng trung tâm của hòn đảo được bao phủ bởi trầm tích núi lửa trẻ (dưới 1 triệu năm), với vài vùng nham thạch vừa mới gần đây ở phía đông bắc do sự phun trào thảm khốc của Núi Agung và năm 1963.
Hoạt động núi lửa đã tạo ra lớp tích tụ dày của tro và độ màu mỡ của đất, cũng là một yếu tố quyết định đến sự phát triển nông nghiệp của hòn đảo.
Nằm trên rìa của đới hút chìm, Bali cũng nằm ở trên rìa của thềm lục địa Sunda, hướng chính tây của đường Wallace, và có một thời kỳ nó đã nối với hòn đảo gần kề của Java, đặc biệt trong thời gian mực nước biển bị giảm ở kỷ băng hà. Hệ động vật và hệ thực vật trên đảo là thuộc châu Á.